# 跌錢黨
跌錢黨，一般都是小型組織的詐騙集團。他們利用人們的貪婪心理，在公開場所，騙取受害人的現金後，伺機失蹤。屬於街頭騙案類型。

## 犯罪模式
一般而言，跌錢黨犯罪組織會有兩人或以上。一般情況都是數名騙徒於不同時間出現。
- 騙徒甲：會在初期和末期出現
- 騙徒乙：會在中期和末期出現

## 犯案手法
1. 騙徒甲會在街上──途人面前（即受害人）──假裝「無意地」掉下金錢，之後便離開現場
2. 不久，騙徒乙出現，在受害人面前快速把金錢放進袋裏，又問受害人想不想與他均分或分到部份（一般是分到部份）金錢。[1]通常事主起初也是拒絕，但很容易被騙徒說服。
3. 此時，騙徒甲會返回現場，指控騙徒乙偷錢，然後騙徒甲和乙會假裝爭辯
4. 爭辯期間，騙徒甲聲稱要「報警」，騙徒乙便會把手袋轉讓給受害人，但要求受害人利用身上珠寶首飾或金錢等作抵押或信據，騙徒乙為免被拆穿，會提醒受害人不要開啟手袋。
5. 騙徒甲和乙一起去「報警」（事實上是人間蒸發），然後不會回來。當受害人趁他們兩人離開後看看手袋，發現袋中的全是廢紙，這時，受害人知到被騙，但卻失去自己的財物了，又沒法拿回。

## 受害人特性
一般而言，被跌錢黨所騙的大部分是有以下特質的人，而騙徒也會尋找有以下特性的人：
- 無知的老人 - 防騙的意識很低，又容易輕信其他人
- 貪錢的人 - 十分貪財，總是把錢放在第一位的人

## 防止被騙方法
- 事主：應拒絕，避免相信陌生人，多向騙徒提出疑問，不要過於貪財
- 家人：應勸喻老人等不要相信陌生人，也可模擬跌錢黨過程，避免其他家人受騙
- 途人：看見情況應立即報警，因情況一般不會持續很久

## 在香港的刑罰
- 香港法例第210章第18條[2]《盜竊罪條例──以欺騙手段取得金錢利益》，《盜竊罪》
- 香港法例第455章[2]《有組織及嚴重罪行條例》

## 參看
同類或相似的騙案：
- 祈福黨
  - 祈福黨相關內容：德福花園祈福命案
- 種金術
- 寶藥黨
- 高科技電子零件黨
- 借錢黨
- 電話騙案
- 模特兒公司騙案
- 旅遊會籍騙案
- 結他班騙案
- 天仙局；多以訂購貨物為名，相約於境外見面，稱時間尚早，說有人敗家好賭，但賭術不精，最好給他教訓。
- 假金飾
- 假手鐲

## 外部連結
- 常見騙術